# Sinatra '57 in Concert
Sinatra '57 in Concert è un album dal vivo del cantante statunitense Frank Sinatra, pubblicato nel 1999, ma registrato nel 1957. 

## Tracce
1. Introduction - You Make Me Feel So Young
2. It Happened in Monterey
3. At Long Last Love
4. I Get a Kick Out of You
5. Just One of Those Things
6. A Foggy Day
7. The Lady Is a Tramp
8. They Can't Take That Away from Me
9. I Won't Dance
10. Sinatra Dialogue
11. When Your Lover Has Gone
12. Violets for Your Furs
13. My Funny Valentine
14. Glad to Be Unhappy
15. One for My Baby (and One More for the Road)
16. (Love Is) The Tender Trap
17. Hey! Jealous Lover
18. I've Got You Under My Skin
19. Oh! Look at Me Now

## Formazione
- Frank Sinatra - voce
- Nelson Riddle - direttore
- Bill Miller - piano
- Al Viola - chitarra
- Irving Cottler - batteria